# تايلر جيويل
تايلر جيويل (بالإنجليزية: Tyler Jewell)‏ هو متزلج على الثلوج أمريكي، ولد في 21 فبراير 1977 في بوسطن في الولايات المتحدة.

## وصلات خارجية
- تايلر جيويل على موقع الاتحاد الدولي للتزلج (ركوب لوح الثلج) (الإنجليزية)
- تايلر جيويل على موقع أوليمبيديا (الإنجليزية)